# Нахратовский сельсовет
Нахра́товский сельсове́т — вновь образованное в 2009 году муниципальное образование — сельское поселение в Воскресенском районе Нижегородской области  путём  объединения  сельских поселений Нахратовского сельсовета и  Елдежского сельсовета.
Административный центр — деревня Марфино .

## Население
| 2002 | 2010  | 2012  | 2013  | 2014 | 2015 | 2016 |
| ---- | ----- | ----- | ----- | ---- | ---- | ---- |
| 1287 | ↘1116 | ↘1062 | ↘1017 | ↘996 | ↘973 | ↘953 |
| 2017 | 2018  | 2019  | 2020  | 2021 |      |      |
| ↗978 | ↘962  | ↘931  | ↘924  | ↘907 |      |      |

## Состав сельского поселения
| №  | Населённый пункт | Тип населённого пункта          | Население |
| -- | ---------------- | ------------------------------- | --------- |
| 1  | Антипино         | деревня                         | ↘30       |
| 2  | Безводное        | деревня                         | ↘145      |
| 3  | Васильевское     | деревня                         | ↘9        |
| 4  | Дубовик          | деревня                         | ↘14       |
| 5  | Елдеж            | деревня                         | ↘174      |
| 6  | Копылково        | деревня                         | ↘31       |
| 7  | Кузнецово        | деревня                         | ↗26       |
| 8  | Кучиново         | деревня                         | ↘75       |
| 9  | Марфино          | деревня, административный центр | ↘267      |
| 10 | Марьино          | деревня                         | ↘33       |
| 11 | Нахратово        | деревня                         | ↘20       |
| 12 | Озерское         | деревня                         | ↘11       |
| 13 | Орехи            | деревня                         | ↘60       |
| 14 | Подлесная        | деревня                         | ↗34       |
| 15 | Чихтино          | деревня                         | ↘69       |
| 16 | Шалово           | деревня                         | ↘24       |
| 17 | Шамино           | деревня                         | ↘31       |
| 18 | Щербаково        | деревня                         | ↘28       |
| 19 | Якшиха           | деревня                         | ↘35       |